# Flemming Iversen
Flemming Iversen (født 30. november 1951, død juli 2021) var en dansk fodboldspiller.
Flemming Iversen spillede på førsteholdet i Esbjerg fB gennem 1970'erne og og 80'erne, hvor han nåede at spille hele 363 kampe. Han scorede i alt 119 mål for klubben, hvilket gør ham til den fjerdemest scorende gennem tiden. Han spillede med rygnummer 10